# Grimsta Idrottsplats
Il Grimsta Idrottsplats, comunemente abbreviato in Grimsta IP, è uno stadio di calcio sito a Vällingby, sobborgo di Stoccolma, in Svezia.
Ospita principalmente le partite casalinghe della squadra maschile e femminile del Brommapojkarna, ma tra il 2020 e il 2021 è stato utilizzato in aggiunta anche dall'Akropolis a seguito della partecipazione del club in Superettan durata un biennio.

## Storia
L'impianto venne costruito nel 1963 e, dopo la costruzione della tribuna principale, aveva una capienza di circa 4 500 spettatori. Il 1970 fu il primo anno in cui il Brommapojkarna disputò qui regolarmente le proprie gare casalinghe.
In seguito alla prima promozione in Allsvenskan da parte del Brommapojkarna, con il debutto nella massima serie che avvenne nel 2007, la capacità venne aumentata a 7 343 posti. La squadra per esordire in Allsvenskan al Grimsta dovette però attendere la dodicesima giornata in programma il 1º luglio, visto che il perdurare dei lavori di ampliamento determinò un trasferimento temporaneo allo Stockholms stadion per le prime partite. Un record di spettatori venne registrato il 19 aprile 2009, quando 6 755 persone assistettero alla sfida interna persa 2-3 contro l'AIK, club con sede a pochi chilometri di distanza, che quell'anno si laureò campione di Svezia.
Nel febbraio 2008 il Brommapojkarna rese noti i piani per costruire un nuovo complesso sportivo, inclusi un centro congressi e un hotel su un terreno adiacente all'ippodromo di Solvalla, in un'unica arena al coperto in cui avrebbero potuto svolgersi sia competizioni ippiche che partite di calcio. Il nuovo stadio avrebbe dovuto ospitare fino a 15 000 spettatori. I lavori di costruzione, con costi stimati intorno a 750 milioni di corone, sarebbero dovuti iniziare nel 2010 ed essere terminati l'anno successivo, tuttavia il progetto finì per non essere mai realizzato, così i rossoneri continuarono a giocare presso il Grimsta IP.
Dopo l'approvazione dei lavori da parte della città di Stoccolma, propriataria dell'impianto, tra il 2015 e il 2017 venne ricostruita una tribuna coperta da 2 000 posti, la quale divenne il nuovo settore principale. Essa costò 87 milioni di corone, e venne dotata di nuovi spogliatoi, sale antidoping, nuove aree stampa e spazi per l'ospitalità. L'inaugurazione del Grimsta IP nel suo nuovo formato avvenne l'8 aprile 2017 in occasione della seconda giornata della Superettan 2017, quando arrivò una vittoria per 3-0 sull'Örgryte. In vista di alcune partite con un pubblico superiore alla media, nell'agosto 2018 la capienza passò da 6 400 a 6 820 grazie all'implementazione di una nuova tribuna lungo uno dei due lati corti. Pochi giorni più tardi, il 19 agosto 2018, venne stabilito un nuovo record di pubblico, in occasione del match disputato anche in questo caso contro l'AIK, con gli ospiti che si imposero per 2-0 davanti a 6 829 spettatori.
Nel 2020, a tre anni dall'inaugurazione, la nuova tribuna venne chiusa poiché essa subì dei cedimenti attribuiti all'abbassamento del livello delle falde acquifere, provocato a sua volta dalle esplosioni per la costruzione della circonvallazione sotterranea Förbifart Stockholm. Tutto ciò rese necessari ulteriori lavori alla tribuna in questione, che fu riaperta solo prima dell'inizio della stagione sportiva 2023.
Nel frattempo lo stadio ospitò, oltre che le partite del Brommapojarna, anche quelle dell'Akropolis, squadra fondata da immigrati greci che nel 2020 partecipò al suo primo campionato di Superettan (seconda serie nazionale) dovendo abbandonare il piccolo Spånga IP per via dei requisiti richiesti dalla Federazione. Dopo il quinto posto ottenuto nella Superettan 2020, il club biancoblù retrocesse al termine della Superettan 2021, lasciando così anche il Grimsta IP dopo due stagioni prima di essere estromesso dai campionati nel 2022 a causa dei debiti.